# Spělov
Spělov (německy Spielau) je malá vesnice, část městyse Dolní Cerekev v okrese Jihlava. Nachází se asi 1,5 km na jih od Dolní Cerekve. V roce 2009 zde bylo evidováno 38 adres. V roce 2001 zde trvale žilo 76 obyvatel.
Spělov je také název katastrálního území o rozloze 3,82 km2. V katastrálním území Spělov leží i Nový Svět.

## Název
Název se vyvíjel od varianty Spielow (1546, 1678, 1718), Spilow (1720), Spielau (1751), Spilau, Spielau a Spilow (1798), Spielau a Spělov (1846, 1850), Spielau a Spělov (1872) až k podobě Spělov v letech 1881 a 1924. Místní jméno vzniklo přidáním přivlastňovací přípony -ov k osobnímu jménu Spěl.

## Historie
První písemná zmínka o vsi pochází z roku 1534.
V letech 1869–1900 byl osadou Batelova, poté samostatnou obcí. 1. dubna 1980 se stal místní částí Dolní Cerekve.
V letech 1910–1980 byl Nový Svět částí Spělova.

## Přírodní poměry
Spělov leží v okrese Jihlava v Kraji Vysočina. Nachází se 2 km jihozápadně od Dolní Cerekve a 2,5 km od Nového Světa, 3,5 km západně od Jezdovic, 2,5 km severně od Bukové, 4,5 km severovýchodně od Batelova a 4,5 km jihovýchodně od Rohozné. Geomorfologicky je oblast součástí Česko-moravské subprovincie, konkrétně Křižanovské vrchoviny a jejího podcelku Brtnická vrchovina, v jejíž rámci spadá pod geomorfologický okrsek Špičácká vrchovina. Průměrná nadmořská výška činí 533 metrů. Nejvyšší bod o nadmořské výšce 605 metrů stojí východně od vsi. Spělovem protéká řeka Jihlava.

## Obyvatelstvo
Podle sčítání 1930 zde žilo ve 22 domech 129 obyvatel. 126 obyvatel se hlásilo k československé národnosti a 1 k německé. Žilo zde 124 římských katolíků a 3 evangelíci.
| Rok            | 1869 | 1880 | 1890 | 1900 | 1910 | 1921 | 1930 | 1950 | 1961 | 1970 | 1980 | 1991 | 2001 | 2011 |
| -------------- | ---- | ---- | ---- | ---- | ---- | ---- | ---- | ---- | ---- | ---- | ---- | ---- | ---- | ---- |
| Počet obyvatel | 136  | 130  | 154  | 164  | 159  | 163  | 129  | 84   | 99   | 87   | 82   | 68   | 76   | 91   |

## Hospodářství a doprava
Ve Spělově sídlí firmy Fexa s.r.o. a Glass Dekor, s.r.o.
Prochází tudy silnice III. třídy č. 0394, cyklistická trasa č. 5121 z Rohozné do Jezdovic a žlutě značená turistická trasa z Batelova do Dolní Cerekve.
Dopravní obslužnost zajišťuje dopravce ICOM transport. Autobusy jezdí ve směrech Jihlava, Jihlávka, Rohozná, Počátky a Batelov.
Severozápadně od vesnice prochází jednokolejná železniční trať Jihlava - Veselí nad Lužnicí, na které je zřízena výhybna Spělov, avšak zastávka zde není.

## Školství, kultura a sport
Místní děti docházejí do základní školy v Dolní Cerekvi.

## Pamětihodnosti
- Boží muka na jihu vsi - kulturní památka České republiky
- 3 křížky - na jihu, v centru a na severu
- Zvonička na návsi

## Další fotografie

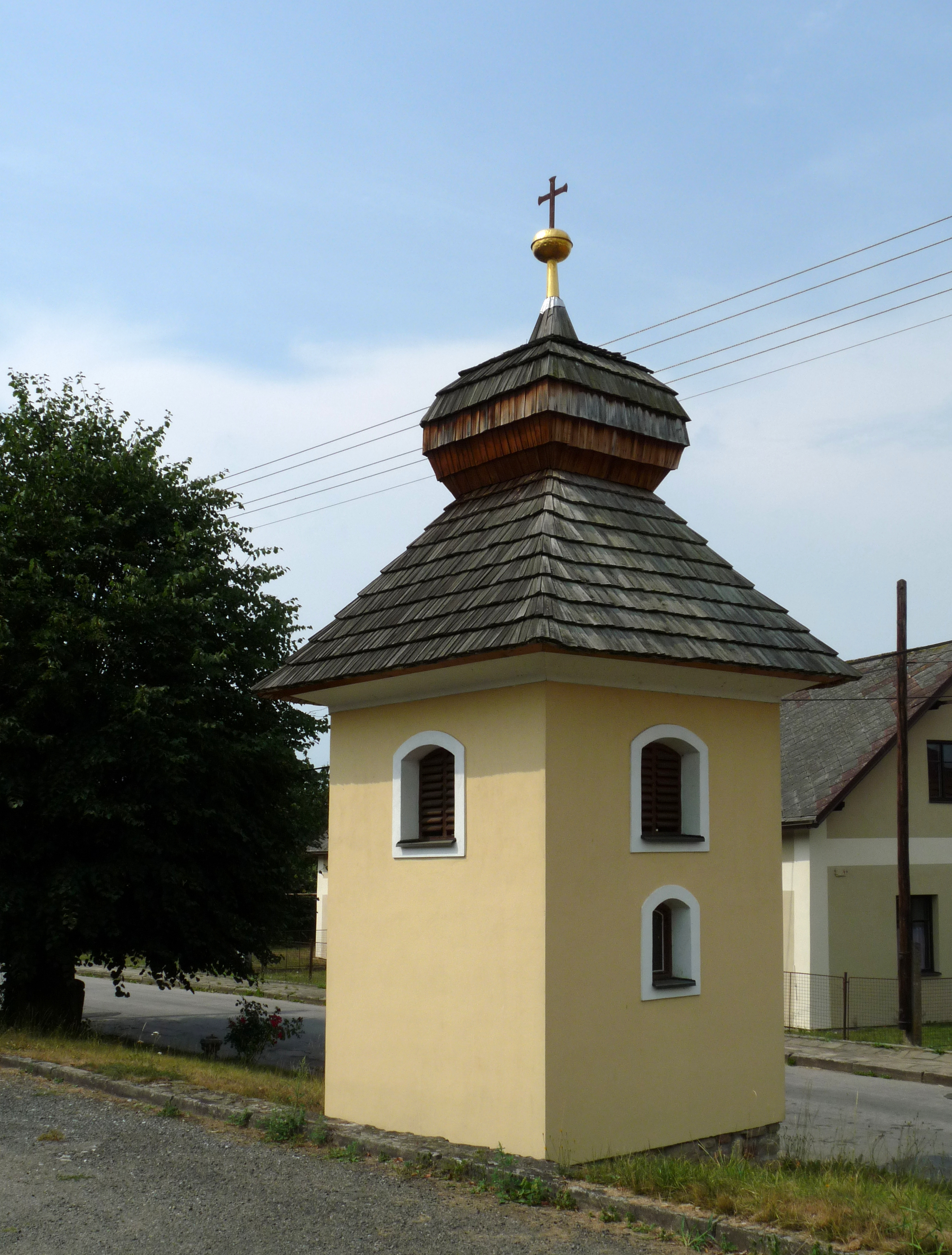
Zvonička
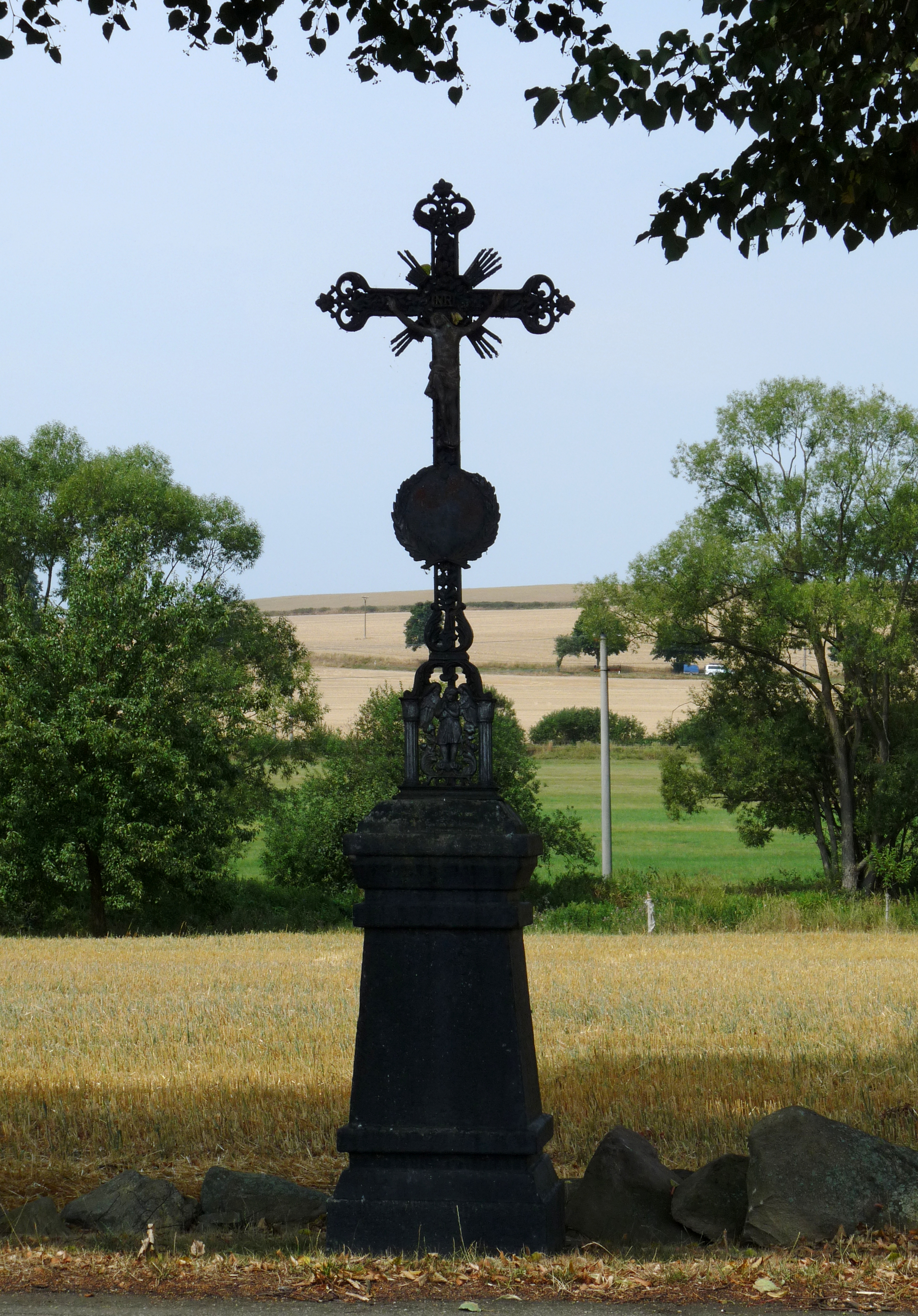
Křížek na severu
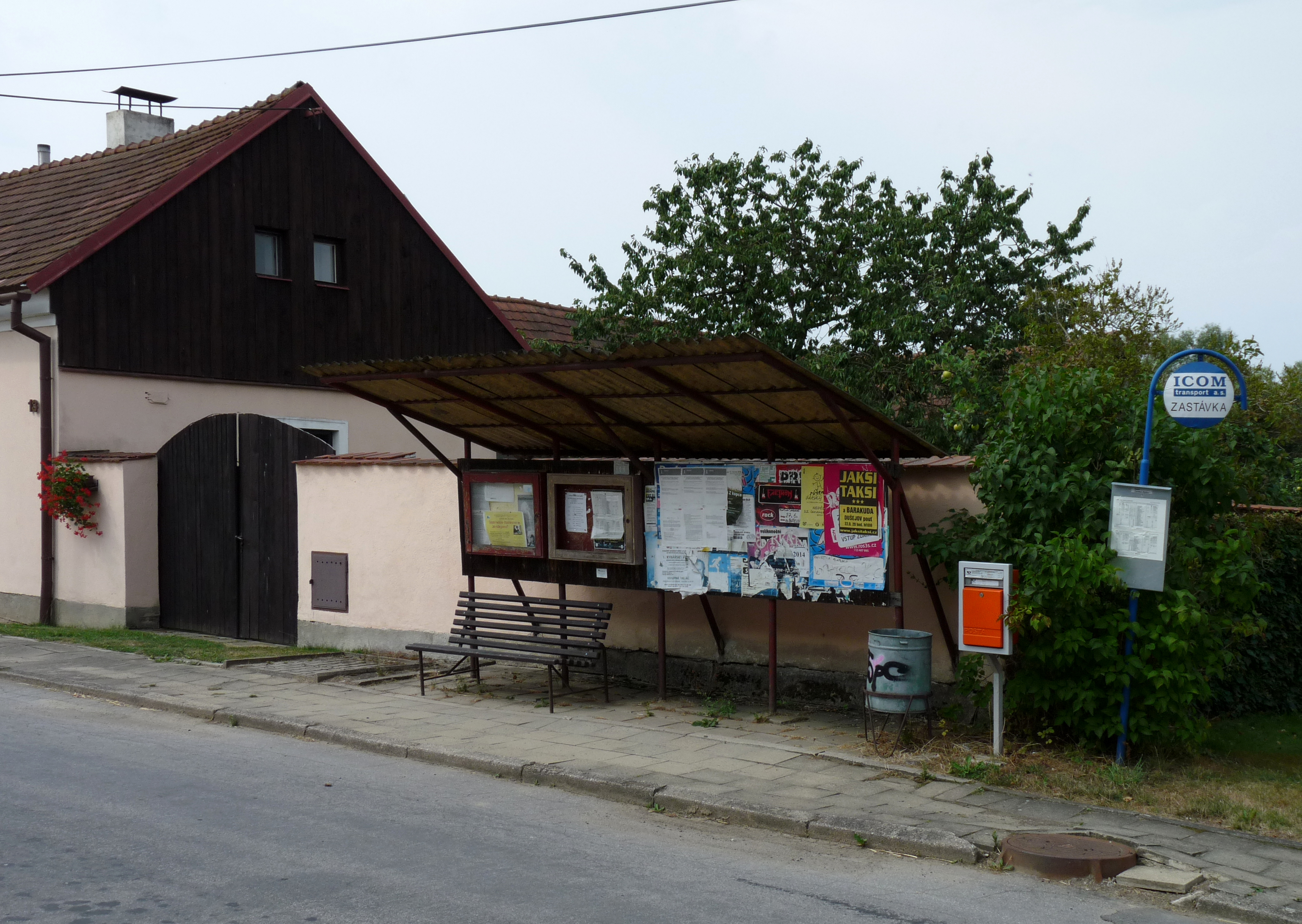
Autobusová zastávka
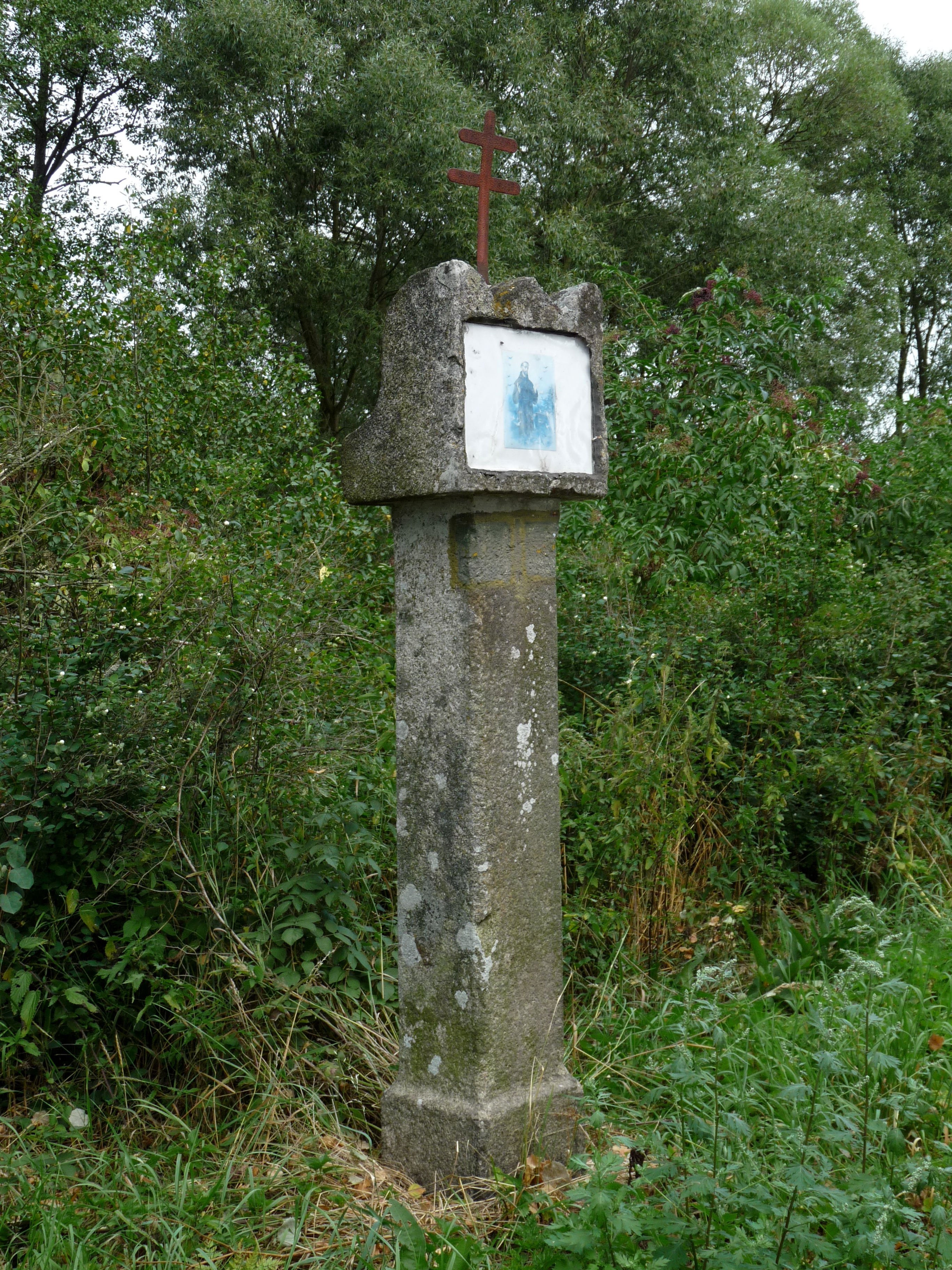
Boží muka